# Первая Греческая республика
Первая Греческая республика (греч. Πρώτη Ελληνική Δημοκρατία; официально — Греческое Государство, греч. Ἑλληνικὴ Πολιτεία) — историографическое обозначение первого греческого государства, возникшего в ходе Греческой войны за независимость (1821—1829) против Османской империи.

## История
На первых этапах восстания в 1821 году, различные области избрали свои собственные управляющие советы. Они были заменены на центральную администрацию на Первом Национальном Собрании в Эпидавре в начале 1822 года, которое также приняло первую конституцию Греции, что знаменовало рождение современного греческого государства. Советы продолжали существовать, однако центральной власти не было установлено до 1824/1825 года. Новое государство не было признано великими державами того времени, и после первоначальных успехов ему грозил крах изнутри, из-за гражданской войны, и от побед турецко-египетской армии Ибрагима-паши.
Однако к этому времени (1827 год) великие державы пришли к согласию на формирование автономного греческого государства под протекторатом Османской империи, как было предусмотрено в Лондонском договоре. Отказ турок принять эти условия привёл к Наваринскому сражению, которое эффективно обеспечило полную независимость Греции.
В 1827 году на Третьей Национальной Ассамблее в Трезене было принято решение о создании Греческого государства и назначении графа Иоанниса Каподистрии губернатором Греции. После его прибытия в Грецию в январе 1828 года Каподистрия активно пытался создать функциональное государство и решить проблемы разрушенной войной страны, но вскоре был втянут в конфликт с влиятельными местными магнатами и вождями. Он был убит в 1831 году, погрузив страну в пучину новой гражданской войны.
Его преемником стал его брат Августин, который был вынужден уйти в отставку спустя шесть месяцев.
Ещё раз три державы-покровительницы (Англия, Россия, Франция) вмешались, заявив на Лондонской конференции 1832 года, что Греция будет королевством во главе с баварским принцем Отто Виттельсбахом в качестве монарха.

## Главы государства
- Петрос Мавромихалис (29 марта 1823 — 31 декабря 1823)
- Георгиос Кундуриотис (31 декабря — 26 апреля 1826)
- Андрей Заимис (26 апреля 1826 — 14 апреля 1827)
- Иоаннис Каподистрия (14 апреля 1827 — 9 октября 1831)
- Августинос Каподистрия (9 октября 1831 — 9 апреля 1832)
- Правительственная комиссия (9 апреля 1832 — 2 февраля 1833)